# 2012-es GP2 monacói nagydíj
A 2012-es GP2 monacói nagydíj volt a 2012-es GP2-szezon ötödik versenye, amelyet 2012. május 24. és május 26. között rendeztek meg a monacói városi pályán, Monte-Carlóban, a 2012-es Formula–1 monacói nagydíj betétfutamaként.

## Időmérő
Az időmérő edzést két csoportra bontották a balesetek elkerülése érdekében. Az A csoportot a páros rajtszámú, a B csoportot a páratlan rajtszámú autók alkották.

### A csoport
| Helyezés | Rajtszám | Versenyző           | Csapat                  | Idő      | Rajthely |
| -------- | -------- | ------------------- | ----------------------- | -------- | -------- |
| 1        | 26       | Max Chilton         | Carlin                  | 1:21.320 | 2        |
| 2        | 12       | Giedo van der Garde | Caterham Racing         | 1:21.475 | 4        |
| 3        | 8        | Jolyon Palmer       | iSport International    | 1:21.530 | 6        |
| 4        | 2        | Josef Král          | Barwa Addax Team        | 1:21.776 | 8        |
| 5        | 10       | Esteban Gutiérrez   | Lotus GP                | 1:21.796 | 10       |
| 6        | 14       | Stefano Coletti     | Scuderia Coloni         | 1:22.174 | 12       |
| 7        | 16       | Stéphane Richelmi   | Trident Racing          | 1:22.326 | 14       |
| 8        | 6        | Nathanaël Berthon   | Racing Engineering      | 1:22.475 | 16       |
| 9        | 4        | Felipe Nasr         | DAMS                    | 1:22.650 | 18       |
| 10       | 22       | Simon Trummer       | Arden International     | 1:22.997 | 20       |
| 11       | 18       | Fabrizio Crestani   | Venezuela GP Lazarus    | 1:23.193 | 22       |
| 12       | 24       | Víctor Guerin       | Ocean Racing Technology | 1:23.792 | 24       |
| 13       | 20       | Ricardo Teixeira    | Rapax                   | 1:25.661 | 26       |

### B csoport
| Helyezés | Rajtszám | Versenyző           | Csapat                  | Idő      | Rajthely |
| -------- | -------- | ------------------- | ----------------------- | -------- | -------- |
| 1        | 1        | Johnny Cecotto, Jr. | Barwa Addax Team        | 1:21.195 | 1        |
| 2        | 7        | Marcus Ericsson     | iSport International    | 1:21.249 | 3        |
| 3        | 23       | Luiz Razia          | Arden International     | 1:21.858 | 5        |
| 4        | 3        | Davide Valsecchi    | DAMS                    | 1:21.912 | 7        |
| 5        | 5        | Fabio Leimer        | Racing Engineering      | 1:22.053 | 9        |
| 6        | 21       | Tom Dillmann        | Rapax                   | 1:22.288 | 11       |
| 7        | 9        | James Calado        | Lotus GP                | 1:22.598 | 13       |
| 8        | 17       | Julián Leal         | Trident Racing          | 1:22.762 | 15       |
| 9        | 11       | Rodolfo González    | Caterham Racing         | 1:22.873 | 17       |
| 10       | 25       | Nigel Melker        | Ocean Racing Technology | 1:22.996 | 19       |
| 11       | 15       | Fabio Onidi         | Scuderia Coloni         | 1:23.020 | 21       |
| 12       | 27       | Rio Haryanto        | Carlin                  | 1:23.539 | 23       |
| 13       | 19       | Giancarlo Serenelli | Venezuela GP Lazarus    | 1:25.907 | 25       |

## Főverseny
| Helyezés                                                                   | Rajtszám | Versenyző           | Csapat                  | Futott kör | Idő/Kiesés oka | Rajthely | Pont      |
| -------------------------------------------------------------------------- | -------- | ------------------- | ----------------------- | ---------- | -------------- | -------- | --------- |
| 1                                                                          | 1        | Johnny Cecotto, Jr. | Barwa Addax Team        | 42         | 59:42.521      | 1        | 29 (25+4) |
| 2                                                                          | 7        | Marcus Ericsson     | iSport International    | 42         | +0.564         | 3        | 18        |
| 3                                                                          | 12       | Giedo van der Garde | Caterham Racing         | 42         | +5.040         | 4        | 15        |
| 4                                                                          | 3        | Davide Valsecchi    | DAMS                    | 42         | +16.347        | 7        | 12        |
| 5                                                                          | 26       | Max Chilton         | Carlin                  | 42         | +17.378        | 2        | 10        |
| 6                                                                          | 8        | Jolyon Palmer       | iSport International    | 42         | +21.883        | 6        | 8         |
| 7                                                                          | 9        | James Calado        | Lotus GP                | 42         | +25.686        | 13       | 6         |
| 8                                                                          | 16       | Stéphane Richelmi   | Trident Racing          | 42         | +42.275        | 14       | 4         |
| 9                                                                          | 6        | Nathanaël Berthon   | Racing Engineering      | 42         | +45.319        | 16       | 2         |
| 10                                                                         | 14       | Stefano Coletti     | Scuderia Coloni         | 42         | +47.099        | 12       | 3 (1+2)   |
| 11                                                                         | 21       | Tom Dillmann        | Rapax                   | 42         | +51.285        | 11       |           |
| 12                                                                         | 22       | Simon Trummer       | Arden International     | 42         | +1:04.054      | 20       |           |
| 13                                                                         | 11       | Rodolfo González    | Caterham Racing         | 42         | +1:21.396      | 17       |           |
| 14                                                                         | 27       | Rio Haryanto        | Carlin                  | 42         | +1:23.537      | 23       |           |
| 15                                                                         | 23       | Luiz Razia          | Arden International     | 42         | +1:23.639      | 5        |           |
| 16                                                                         | 24       | Víctor Guerin       | Ocean Racing Technology | 41         | +1 kör         | 24       |           |
| 17                                                                         | 4        | Felipe Nasr         | DAMS                    | 41         | +1 kör         | 18       |           |
| 18                                                                         | 5        | Fabio Leimer        | Racing Engineering      | 41         | +1 kör         | 9        |           |
| 19                                                                         | 18       | Fabrizio Crestani   | Venezuela GP Lazarus    | 41         | +1 kör         | 22       |           |
| 20                                                                         | 20       | Ricardo Teixeira    | Rapax                   | 41         | +1 kör         | 26       |           |
| 21                                                                         | 17       | Julián Leal         | Trident Racing          | 40         | +2 kör         | 15       |           |
| 22                                                                         | 19       | Giancarlo Serenelli | Venezuela GP Lazarus    | 40         | +2 kör         | 25       |           |
| 23                                                                         | 10       | Esteban Gutiérrez   | Lotus GP                | 37         | *              | 10       |           |
| Ki                                                                         | 25       | Nigel Melker        | Ocean Racing Technology | 32         |                | 19       |           |
| Ki                                                                         | 15       | Fabio Onidi         | Scuderia Coloni         | 26         |                | 21       |           |
| Ki                                                                         | 2        | Josef Král          | Barwa Addax Team        | 0          |                | 8        |           |
| Leggyorsabb kör: Stefano Coletti (Scuderia Coloni) – 1:22,667 (41. körben) |          |                     |                         |            |                |          |           |
| Forrás:                                                                    |          |                     |                         |            |                |          |           |

Megjegyzés:

* — Esteban Gutiérrez nem fejezte be a versenyt, de teljesítette a versenytáv 90%-át, ezért rangsorolva lett.

## Sprintverseny
| Helyezés                                                                  | Rajtszám | Versenyző           | Csapat                  | Futott kör | Idő/Kiesés oka | Rajthely | Pont    |
| ------------------------------------------------------------------------- | -------- | ------------------- | ----------------------- | ---------- | -------------- | -------- | ------- |
| 1                                                                         | 8        | Jolyon Palmer       | iSport International    | 30         | 45:41.227      | 3        | 15      |
| 2                                                                         | 26       | Max Chilton         | Carlin                  | 30         | +1.083         | 4        | 12      |
| 3                                                                         | 12       | Giedo van der Garde | Caterham Racing         | 30         | +4.426         | 6        | 10      |
| 4                                                                         | 7        | Marcus Ericsson     | iSport International    | 30         | +8.133         | 7        | 8       |
| 5                                                                         | 11       | Rodolfo González    | Caterham Racing         | 30         | +19.968        | 13       | 6       |
| 6                                                                         | 23       | Luiz Razia          | Arden International     | 30         | +23.273        | 15       | 6 (4+2) |
| 7                                                                         | 6        | Nathanaël Berthon   | Racing Engineering      | 30         | +26.376        | 9        | 2       |
| 8                                                                         | 10       | Esteban Gutiérrez   | Lotus GP                | 30         | +26.880        | 23       | 1       |
| 9                                                                         | 22       | Simon Trummer       | Arden International     | 30         | +31.663        | 12       |         |
| 10                                                                        | 2        | Josef Král          | Barwa Addax Team        | 30         | +35.338        | 26       |         |
| 11                                                                        | 27       | Rio Haryanto        | Carlin                  | 30         | +36.546        | 14       |         |
| 12                                                                        | 25       | Nigel Melker        | Ocean Racing Technology | 30         | +37.164        | 24       |         |
| Ki                                                                        | 9        | James Calado        | Lotus GP                | 20         |                | 2        |         |
| Ki                                                                        | 17       | Julián Leal         | Trident Racing          | 12         |                | 21       |         |
| Ki                                                                        | 5        | Fabio Leimer        | Racing Engineering      | 8          |                | 18       |         |
| Ki                                                                        | 18       | Fabrizio Crestani   | Venezuela GP Lazarus    | 8          |                | 19       |         |
| Ki                                                                        | 24       | Víctor Guerin       | Ocean Racing Technology | 0          |                | 16       |         |
| Ki                                                                        | 21       | Tom Dillmann        | Rapax                   | 0          |                | 11       |         |
| Ki                                                                        | 16       | Stéphane Richelmi   | Trident Racing          | 0          |                | 1        |         |
| Ki                                                                        | 14       | Stefano Coletti     | Scuderia Coloni         | 0          |                | 10       |         |
| Ki                                                                        | 20       | Ricardo Teixeira    | Rapax                   | 0          |                | 20       |         |
| Ki                                                                        | 1        | Johnny Cecotto, Jr. | Barwa Addax Team        | 0          |                | 8        |         |
| Ki                                                                        | 19       | Giancarlo Serenelli | Venezuela GP Lazarus    | 0          |                | 22       |         |
| Ki                                                                        | 15       | Fabio Onidi         | Scuderia Coloni         | 0          |                | 25       |         |
| Ki                                                                        | 4        | Felipe Nasr         | DAMS                    | 0          |                | 17       |         |
| Ki                                                                        | 3        | Davide Valsecchi    | DAMS                    | 0          |                | 5        |         |
| Leggyorsabb kör: Luiz Razia (Arden International) – 1:22,223 (30. körben) |          |                     |                         |            |                |          |         |
| Forrás:                                                                   |          |                     |                         |            |                |          |         |